# Felix Brych
Felix Brych (Monaco di Baviera, 3 agosto 1975) è un arbitro di calcio tedesco.

## Carriera
Ha iniziato ad arbitrare nei campionati minori tedeschi nel 1999, raggiungendo la 2.Bundesliga due anni dopo e la massima divisione nel 2004. Il 1º gennaio 2007 riceve la nomina FIFA, il 17 ottobre dello stesso anno fa il suo esordio da internazionale nella partita tra Lussemburgo e Romania, valida per le qualificazioni agli Europei del 2008. Nell'ottobre 2008 fa il suo esordio nella fase a gironi della Champions League, nella partita tra Liverpool e PSV. Nello stesso anno dirige in quella che era la Coppa UEFA, ora Europa League, due partite della fase a gironi, un sedicesimo di finale, ed un quarto di finale. Dirige anche alcune partite valide per le qualificazioni europee al mondiale di calcio del 2010 in Sudafrica. Agli inizi della stagione 2009-2010 raggiunge un prestigioso traguardo: diviene infatti arbitro "Elite" UEFA (categoria che racchiude i migliori d'Europa) e subito inizia ad essere designato stabilmente per la Champions League. Tra turni preliminari, partite della fase a gironi e fase ad eliminazione diretta, l'arbitro tedesco ha totalizzato 8 presenze nella Champions League 2009-2010, tra cui (la designazione più importante) un quarto di finale di andata tra Bordeaux e Olympique Lyonnais. A partire dalla stagione successiva, continua ad essere presente regolarmente nella massima competizione europea per club. Nel novembre 2011 è designato per dirigere una delle partite di andata degli spareggi per l'accesso a Euro 2012. Gli viene assegnato il match tra Turchia e Croazia.. Nell'aprile del 2012 è designato per la prima volta nella sua carriera in una semifinale di Champions League: è chiamato a dirigere il match di andata tra gli inglesi del Chelsea e gli spagnoli del Barcellona. Nell'aprile del 2012 la FIFA lo inserisce in una prima lista di preselezionati per i Mondiali del 2014, convocandolo per il Torneo maschile di calcio delle Olimpiadi di Londra 2012. Nell'occasione, il fischietto tedesco dirige una partita della fase a gironi (Senegal - Uruguay 2:0) ed il quarto di finale tra Brasile e Honduras 3:2; in queste due gare espelle un totale di tre giocatori. Nel maggio 2013 viene designato come quarto ufficiale in occasione della finale dell'edizione 2012-13 dell'Europa League, tra Benfica e Chelsea presso l'Amsterdam ArenA, diretta dall'olandese Björn Kuipers. Nel giugno del 2013 è selezionato dalla FIFA per prendere parte alla Confederations Cup in Brasile. Nell'occasione viene designato per una partita della fase a gironi e successivamente viene scelto per ricoprire il ruolo di quarto ufficiale nella finalissima tra Brasile e Spagna, il 30 giugno 2013 a Rio de Janeiro presso lo Stadio Maracanà, diretta dall'olandese Björn Kuipers. Si ripete così lo scenario di circa un mese prima, nella finale di Europa League. Il 18 ottobre 2013, nella partita di Bundesliga tra Hoffenheim e Bayer Leverkusen, convalida un gol su un pallone colpito di testa e uscito a lato ma poi successivamente entrato in porta dall'esterno a causa di un buco nella rete. Il gol è determinante per la vittoria degli ospiti, che si portano sul 2-0 per poi vedersi parzialmente rimontare chiudendo l'incontro sul 2-1. A seguito di questo episodio, i padroni di casa chiedono di rigiocare la partita per errore tecnico. Nel novembre 2013 è designato dalla commissione arbitrale FIFA per dirigere il ritorno dello spareggio intercontinentale per l'accesso ai mondiali 2014 tra Nuova Zelanda e Messico , in programma il 20 novembre 2013 a Wellington. Il 15 gennaio 2014 viene selezionato ufficialmente per i Mondiali 2014 in Brasile. Il 7 maggio 2014 l'UEFA comunica la sua designazione per la finale della Europa League 2013-2014, in programma il 14 maggio 2014 presso lo Juventus Stadium di Torino, tra gli spagnoli del Siviglia e i portoghesi del Benfica. Ai mondiali in Brasile dirige due partite della fase a gironi: Uruguay-Costa Rica e Belgio-Russia. Il 7 luglio 2014 termina la sua esperienza in Brasile, essendo tra gli arbitri mandati a casa a seguito del taglio effettuato dopo i quarti di finale e prima delle ultime quattro gare. Nel novembre 2015 viene designato dalla commissione arbitrale UEFA per dirigere l'andata del play off di qualificazione ad Euro 2016 tra la Bosnia - Erzegovina e l'Irlanda. Il 15 dicembre 2015 viene ufficialmente selezionato per gli europei del 2016 in Francia.. Agli europei di Francia 2016 il fischietto tedesco dirige due gare della fase a gironi, e successivamente un quarto di finale, quest'ultimo tra Polonia e Portogallo. Il 6 ottobre 2016 allo Juventus Stadium di Torino arbitra il match tra Italia-Spagna, valido per le qualificazioni ai mondiali del 2018. Nell'aprile 2017 viene resa nota dalla FIFA la sua convocazione al Mondiale Under 20, in programma tra maggio e giugno 2017 in Corea del Sud. Tuttavia, in seguito la sua partecipazione alla rassegna in Corea del Sud viene revocata, in seguito alla volontà della commissione arbitrale UEFA di designarlo per l'atto finale della Champions League poco dopo. Il 12 maggio 2017 l'UEFA comunica la sua designazione ad arbitro della finale di Champions League 2016-2017, in programma il 3 giugno 2017 presso il Millennium Stadium di Cardiff tra Juventus e Real Madrid.. Nel novembre 2017 è designato dalla FIFA per dirigere un play off UEFA valido per l'accesso ai mondiali di Russia 2018, nello specifico la gara di ritorno tra Svizzera e Irlanda del Nord. Nel dicembre 2017 è selezionato dalla FIFA in vista della Coppa del mondo per club FIFA 2017.. Il 29 marzo 2018 viene selezionato ufficialmente dalla FIFA per i mondiali di Russia 2018. Ai mondiali di Russia dirige solo una gara della fase a gironi, Serbia - Svizzera, prima di terminare la sua esperienza. La direzione del match aveva suscitato molte polemiche da parte serba. Il 21 aprile 2021 viene selezionato ufficialmente dalla UEFA per gli europei del 2021, dove dirige due gare della fase a gironi, un ottavo di finale, un quarto di finale e la semifinale Spagna-Italia. A luglio 2021 annuncia il ritiro dall'attività arbitrale internazionale a partire dal 2022, rimanendo però in attività nei propri confini nazionali, dove il termine è fissato a 47 anni.. 

### Vita privata
Laureato in legge, è avvocato per una banca della sua città. Ha pubblicato la sua tesi di dottorato in un libro, edito nel 2004, in cui tratta delle possibilità e dei limiti di promuovere lo sport da parte di un'amministrazione comunale secondo una prospettiva giuridica.